# Māris Krakops
Māris Krakops (ur. 3 kwietnia 1978) – łotewski szachista, arcymistrz od 1998 roku.

## Kariera szachowa
W roku 1990, mając zaledwie 12 lat, wystąpił w Leningradzie w finale mistrzostw Związku Radzieckiego juniorów do lat 20. Wielokrotnie reprezentował Łotwę na mistrzostwach świata i Europy juniorów w różnych kategoriach wiekowych, największy sukces odnosząc w roku 1994 w Szeged, gdzie wywalczył tytuł wicemistrza świata w kategorii do lat 16 (za Péterem Lékó, przed Rustamem Kasimdżanowem). W roku 2000 triumfował (wraz z Igorsem Rausisem) w otwartym turnieju Troll Masters w Gausdal, a w 2001 podzielił II lokatę (za Steliosem Halkiasem, a wraz z Andrei Istrățescu i Vasiliosem Kotroniasem) w kolejnym openie, rozegranym w Patras.
W latach 1998-2002 trzykrotnie wystąpił w narodowym zespole na szachowych olimpiadach, natomiast pomiędzy 1997 a 2001 r. również trzykrotnie – w drużynowych mistrzostwach Europy, największy sukces odnosząc w 2001 r. w León, gdzie zdobył srebrny medal za indywidualny wynik na III szachownicy. 
Najwyższy ranking w karierze osiągnął 1 stycznia 1999 r., z wynikiem 2530 punktów zajmował wówczas 2. miejsce (za Edvīnsem Ķeņģisem) wśród łotewskich szachistów. Od 2003 r. nie występuje w turniejach klasyfikowanych przez Międzynarodową Federację Szachową.